# Magyar Derby (galopp, 2014)

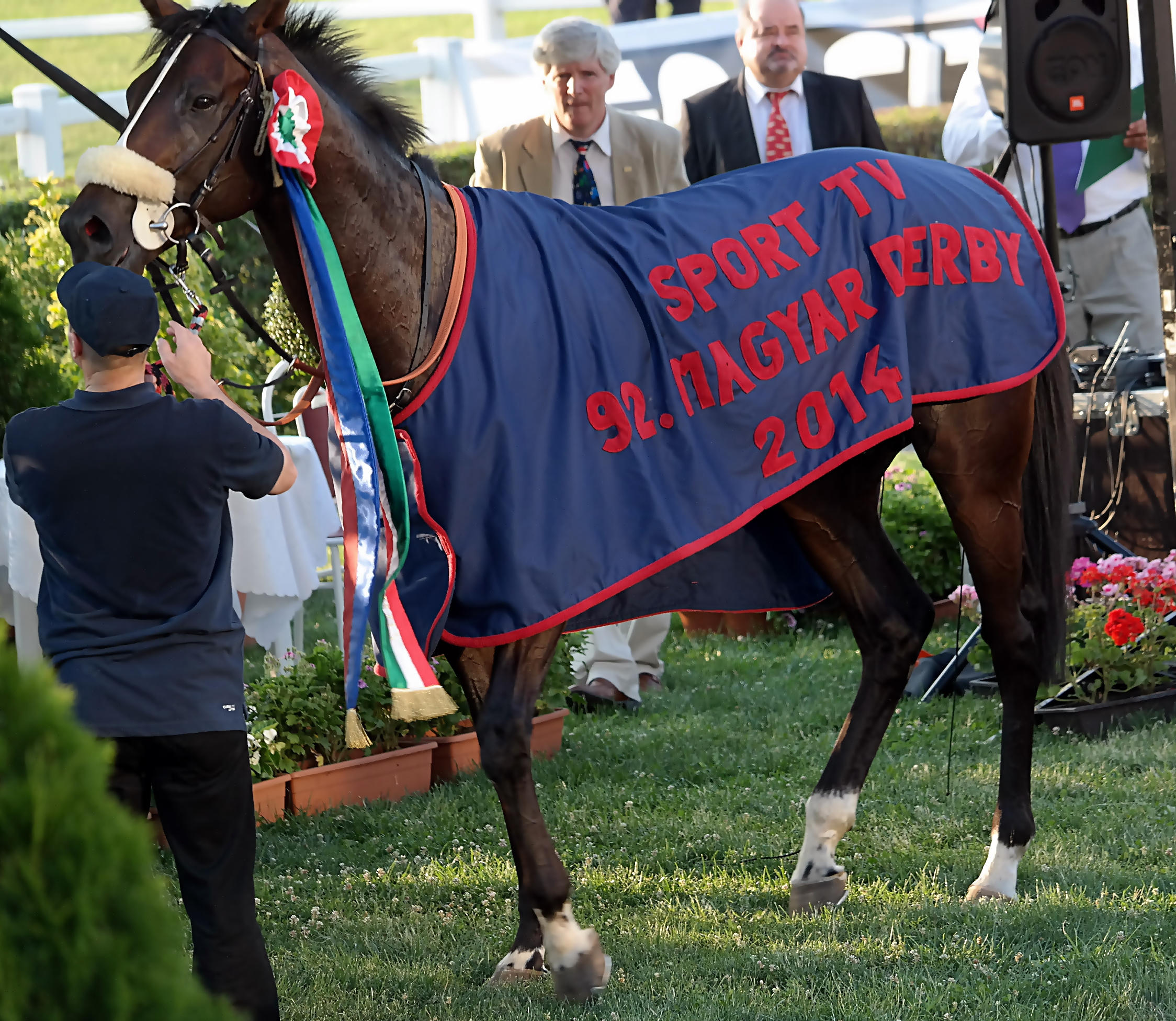
Kilword

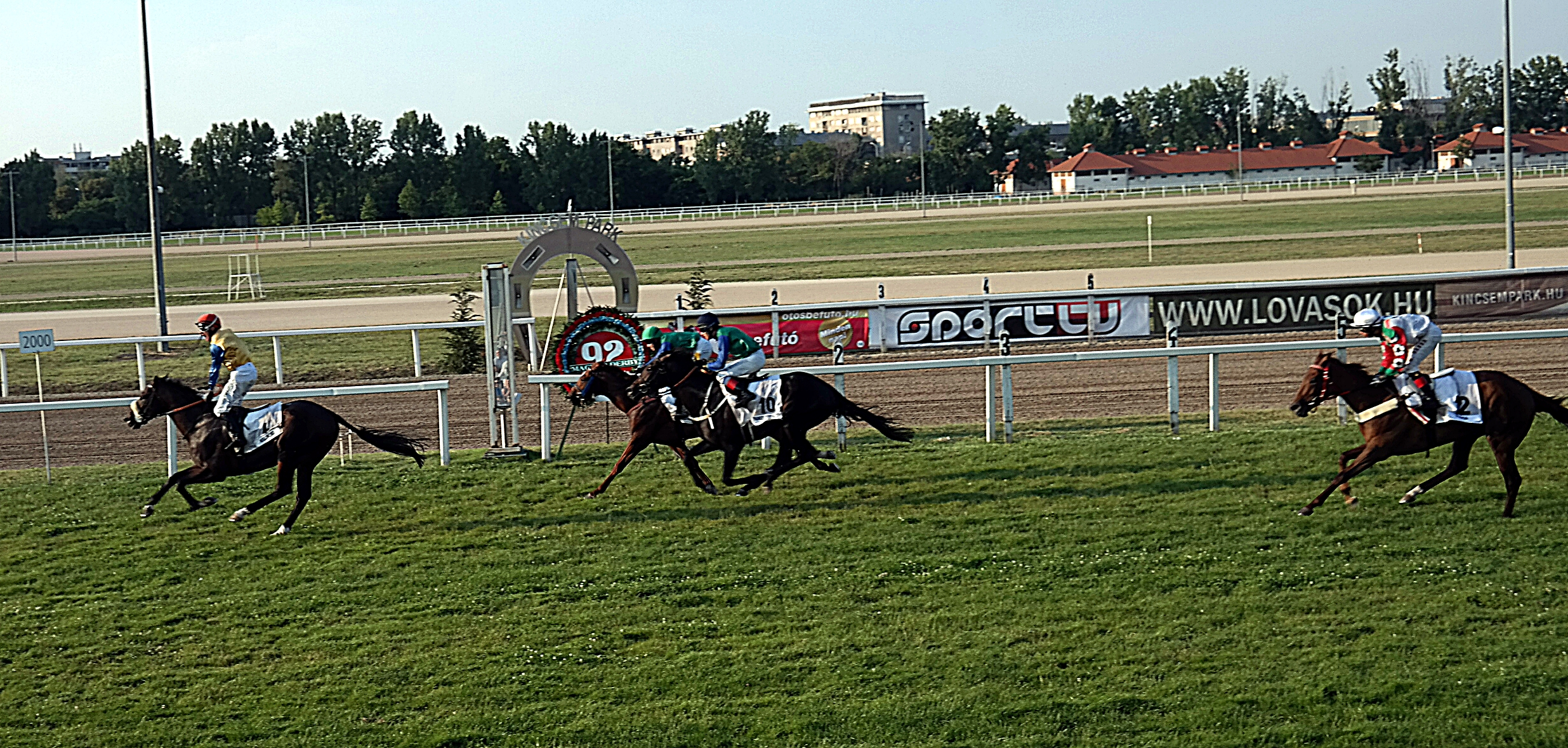
A befutó. Kilword már a célban

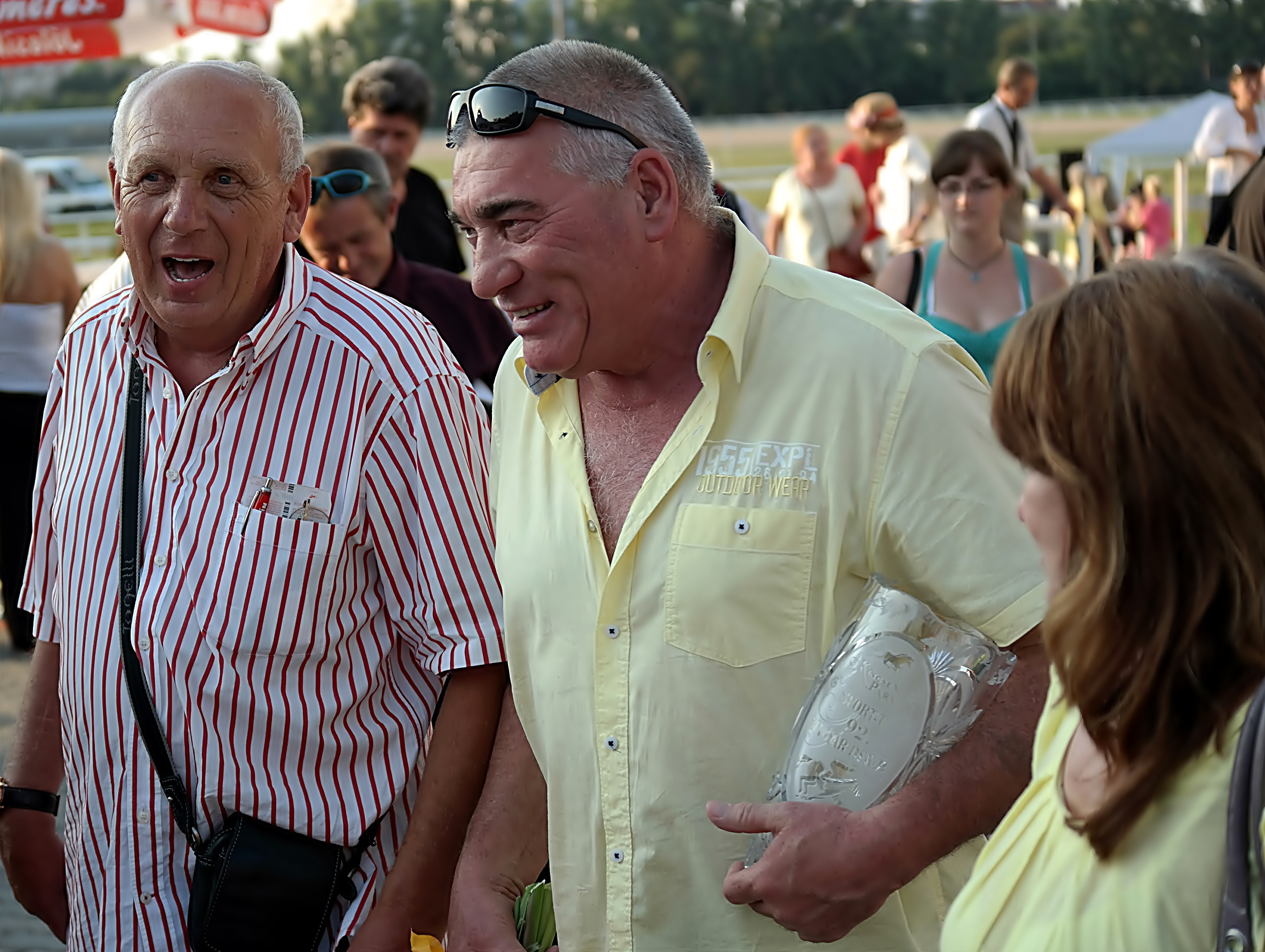
A győztes ló tulajdonosa, Peter Strnisko (középen)

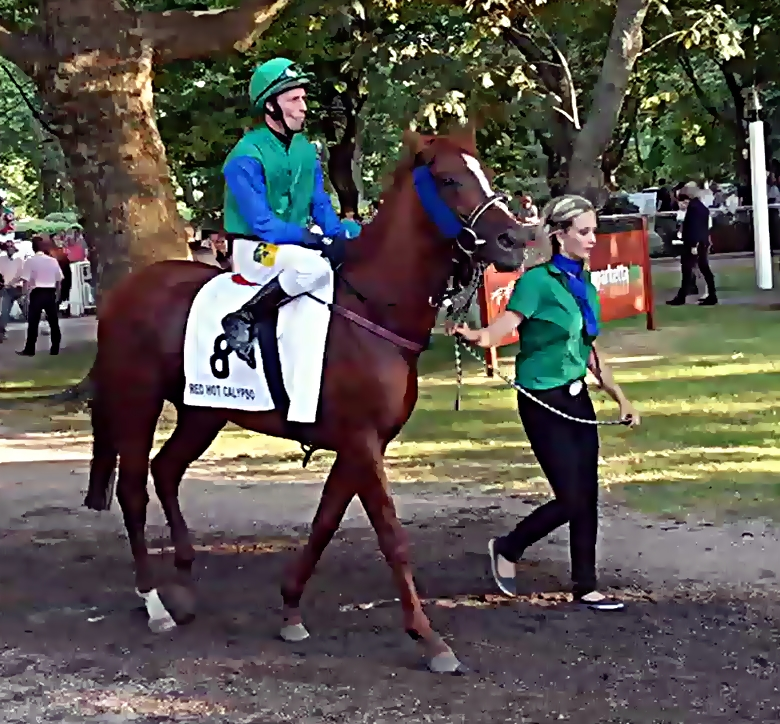
Red Hot Calypso
meglepetésre: második

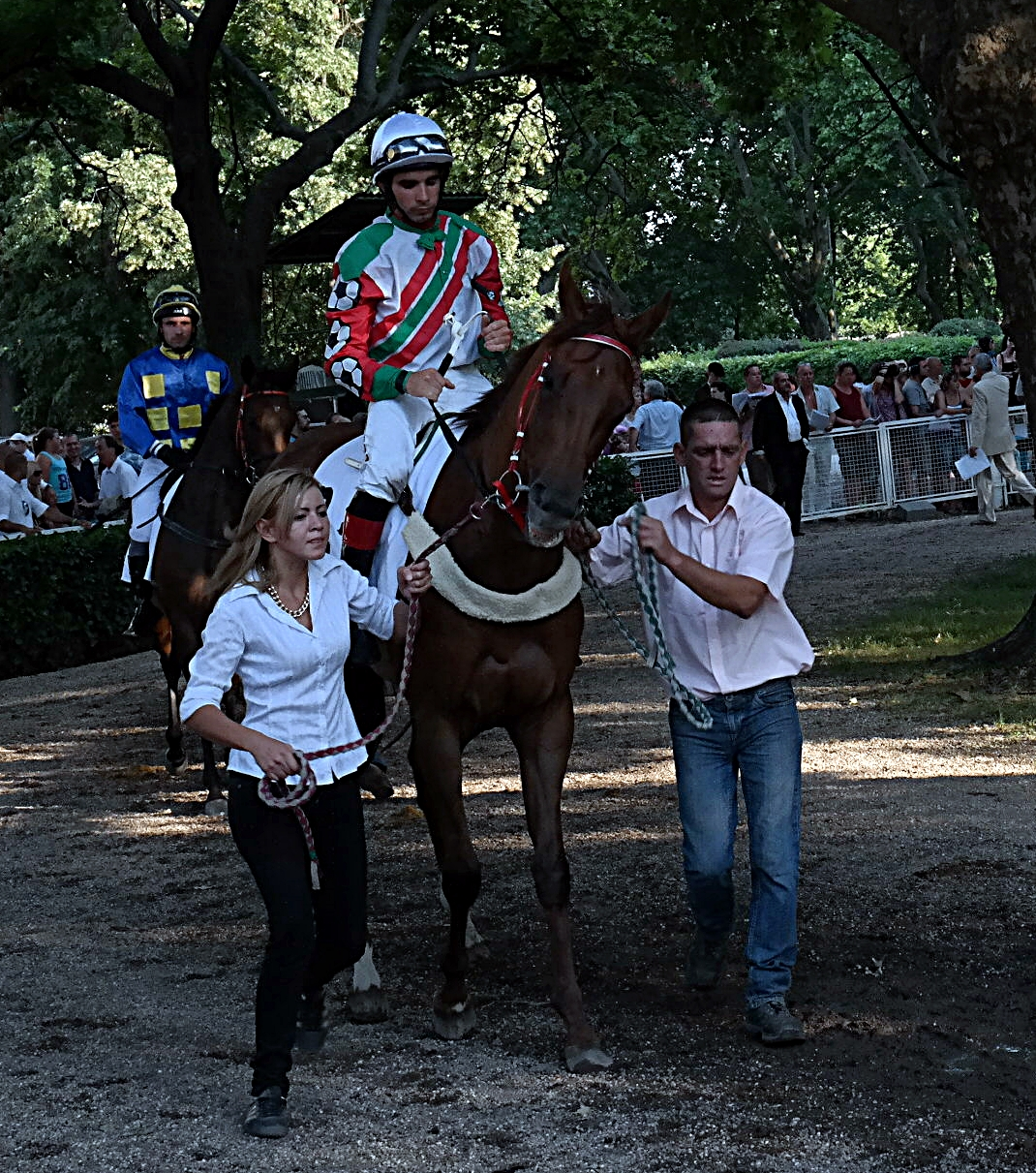
Panda, a legjobb kanca
negyedik helyen végzett

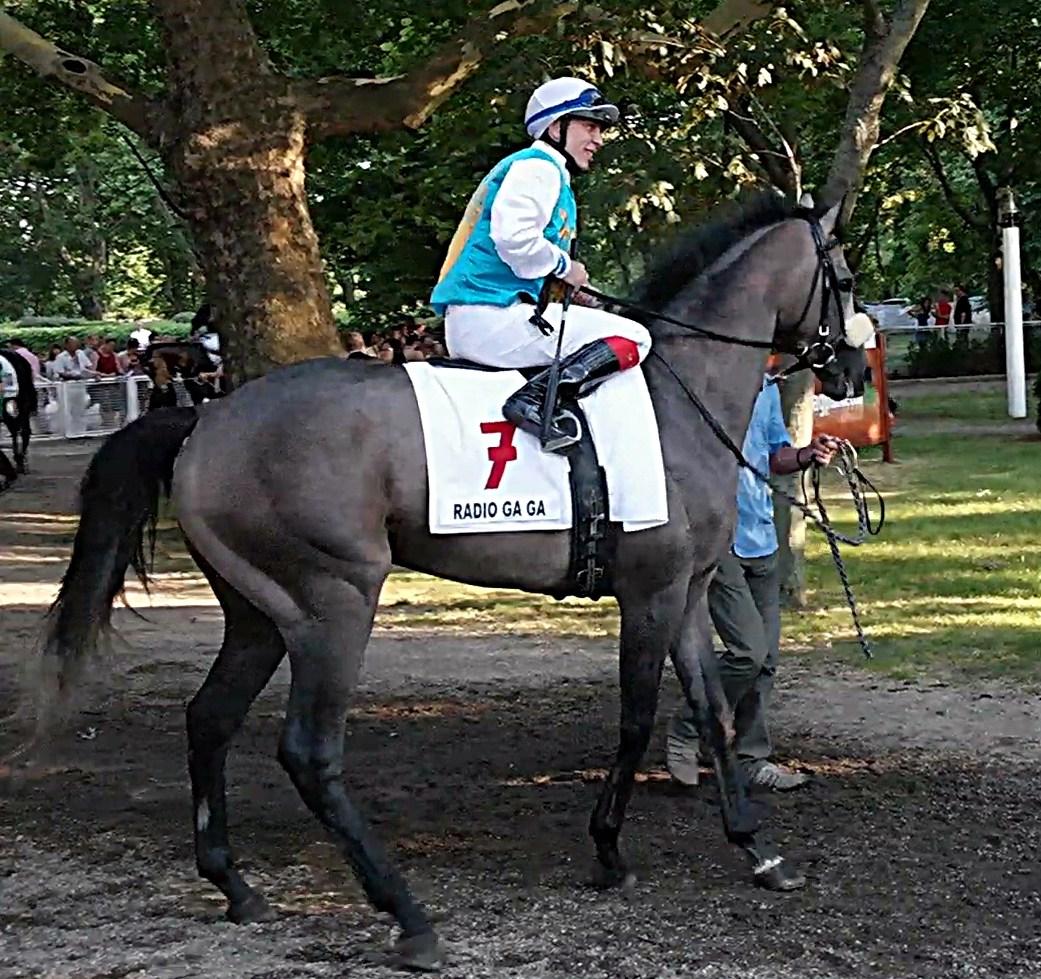
Radio Ga Ga
a legjobb hazai tenyésztésű ló

A Magyar Derby-n, a legrangosabb galopp versenyen -2014-ben tizenhárom ló indulását fogadták el. A verseny összdíjazása az előző évvel azonos volt. Első helyen, az utólag nevezett Kilword végzett.

## Díjazás
A verseny összdíjazása: 14 millió forint.
4,2 - 4,2 millió forint prémiumot osztanak szét a legjobb hazai tenyésztésű illetve tulajdonú öt ló között. Tisztelet díjat kap a győztes ló tenyésztője, tulajdonosa, trénere és lovasa is.

## A startlista
Az utóbbi évek legkisebb mezőnye indul a klasszikus, 2400 méteres versenyen. Két szlovák ló a favorit. Thunder Teddington 2014-ben három futamban volt veretlen, két alkalommal nagy díjban győzedelmeskedett. Komoly vetélytársa lehet Kilword, aki a régió egyik legnagyobb versenyét sétálva nyerte Pozsonyban; tulajdonosa öt nappal a verseny előtt kockáztatott és -1,4 millió forintért- utólag nevezte lovát. A magyar lovak közül Radio Ga Ga nevét kell kiemelni. Ő a derby kísérleti versenynek számító Alagi Díjban diadalmaskodott.
A mezőny bemutatása
A "TURF"-ban közölt – véglegesített – lista, a programszámokkal.
- (1) Black Blade[1] - Lovasa: Ján Havlik (Tenyésztő: Hascombe and Valiant Studs; futtató: Vimar-Dvorníky; Idomár: Ribárszki Sándor; Pénzdíjak: 2013-1.640 eFt, 2014-168 eFt)
- (2) Freddie Mercury[2] - Lovasa: Paizs Gábor (Tenyésztő: Böröcz József; futtató: Böröcz József; Idomár: Zala Csaba; Pénzdíjak: 2013-801 eFt, 2014-783eFt)
- (3) Gran Torino[3] - Lovasa: Djordje Pertovic (Tenyésztő: Nikolaus Kirsten; futtató: HRC Mild "West"; Idomár: Kovács Sándor; Pénzdíjak: 2013-, 2014-1.395 eFt)
- (4) Kilword[4] - Lovasa: Róbert Sara (Tenyésztő: Brian Miller; futtató: Autoopravovna Strnisko, SVK; Idomár: Peter Hlavenka; Pénzdíjak: 2013-, 2014-18.500 EUR)
- (5) Lord Fantasy - Lovasa: Matej Rigo (Tenyésztő: Harald Gritscher; futtató: Villa Troya, SVK; Idomár: Jaroslav Hanácek; Pénzdíjak: 2013-4.300 EUR, 2014-)
- (6) Párduc - Lovasa: Nicol Polli (Tenyésztő:Kovács Mihály, Dömsöd; futtató: Vénusz istálló; Idomár: Ványi Viola; Pénzdíjak: 2013-24.500 Ft, 2014-10.500 Ft)
- (7) Radio Ga Ga[5] - Lovasa: Kerekes Károly (Tenyésztő: Böröcz József; futtató: Böröcz József; Idomár: Zala Csaba; Pénzdíjak: 2013-928.000 Ft, 2014-1.590.000 Ft)
- (8) Red Hot Calypso[6] - Lovasa: Zdenko Smida; (Tenyésztő: Peter & Jackie Grimes; futtató: Álmodó Istálló; Idomár: Jozef Roszivala; Pénzdíjak: 2013-, 2014-2.605.000 Ft)
- (9) Sterndeuter[7] - Lovasa: Stanislav Georgiev; (Tenyésztő: Telivér Farm Kft.; futtató: Telivér Farm Kft.; Idomár: Kovács Sándor; Pénzdíjak: 2013-798.000 Ft, 2014-700.000 Ft)
- (10) Thunder Teddington[8] - Lovasa: Stanislav Georgiev; (Tenyésztő: Lady Bland; futtató: Álmodó Istálló; Idomár: Jozef Roszival; Pénzdíjak: 2013-49.000 Ft, 2014-4.075.750 Ft)
- (11) Mondóka[9] - Lovasa: ifj. Kozma István; (Tenyésztő: Telivér Farm Istálló; futtató: Telivér Farm Istálló Kft.; Idomár: Kovács Sándor; Pénzdíjak: 2013-245.000 Ft, 2014-295.000 Ft)
- (12) Panda[10] - Lovasa: Mario Sanna; (Tenyésztő: Le Tenney S.A; futtató: 3+1 Kft.; Idomár: Kovács Sándor; Pénzdíjak: 2013-2.695.000 Ft, 2014-620.000 Ft)
- (13) Sariyah[11] - Lovasa: Tomas Bitala; (Tenyésztő: Galadari Sons Stud Company Limited; futtató: Szenttamási istálló; Idomár: Szuna Szabolcs; Pénzdíjak: 2013-, 2014-395.000 Ft)

## Esélylatolgatások
- Turf: (10) Thunder Teddington; (4) Kilword; (7) Radio Ga Ga; (9) Sterndeuter; (8) Red Hot Calypso

## A verseny
Szép számú közönség előtt ideális időben (31 fok) kezdődött a verseny. Az indító gépbe utolsó pillanatban beálló Lord Fantasy vállalta a vezetést, az esélyesek biztató helyen galoppoztak. 500 méterrel a cél előtt Thunder Teddington "robbantott": Vele csak istállótársa Red Hot Calypso és Kilword tudott lépést tartani. Az utóbbi, pej mén igazolta hírnevét és biztos győzelmet aratott. Négy év után a győztes tiszteletére ismét a szlovák himnusz hangzott el.
A befutó
1. Kilword (Lovasa: Róbert Sara; Tulajdonos: Autoopravovna Strnisko, SVVK; Idomár: Peter Hlavenka);)
2. Red Hot Calypso (Lovasa: Zdenko Smida)
3. Thunder Teddington (Lovasa: Goran Mesetovic)
4. Panda (Lovasa: Mario Sanna)
5. Black Blade (Lovasa: Ján Havlik)
6. Radio Ga Ga (Lovasa: Kerekes Károly)

A győztes ló ideje
2:29.5
Nyeremények
- Tét: 3,4 forint (1 forintra jutó szorzó)
- Befutó: 34,9 forint
- Hármas befutó: 76 forint

A futam összforgalma: 6.652 ezer forint (Az előző évben: 7,784 ezer forint)

## A derby nap
A leglátogatottabb versenynapon több, magas díjazású rangos futamot rendeztek. Többek között:
- Sir Charles Bubbury emlékverseny (II. osztály; Össz. díjazás: 600 ezer forint; 1400 méter) Győztes: Billy Tiger, lovasa: Jozef Parigál
- Diahorse-Flandorffer Tamás emlékverseny (I. kategória; Össz. díjazás: 1.080 ezer forint; 1200 méter) Győztes: Makaam, lovasa: ifj. Kozma István
- Patay Sándor emlékverseny (III. kategória; Össz. díjazás: 590 ezer forint; 1100 méter) Győztes: Sidney, lovasa: Kerekes Károlyj
- BNI-Trade Buccaneer emlékverseny (Elit kategória; Össz. díjazás: 1.300 ezer forint; 1600 méter) Győztes: Silent Blessing, lovasa: Zdenko Spida
- BEFAG - Földművelési miniszter díja (Elit kategória; Össz. díjazás: 1.300 ezer forint; 2200 méter) Győztes: Heliconia, lovasa: Goran Mesetovic
- Magányos díj (Elit kategória; Össz. díjazás: 1.235 ezer forint; 2800 méter) Győztes: Claudia Octavia, lovasa: Goran Mesetovic

A derby nap összforgalma: 23.489 ezer forint (Az előző évben: 24.167 ezer forint)